# Cryptowithius inconspicuus
Cryptowithius inconspicuus är en spindeldjursart som beskrevs av Beier 1967. Cryptowithius inconspicuus ingår i släktet Cryptowithius och familjen Withiidae. Inga underarter finns listade i Catalogue of Life.